# Многопольє
Многопо́льє (рос. Многополье) — присілок у складі Мокроусовського округу Курганської області, Росія.
Населення — 18 осіб (2010, 41 у 2002).
Національний склад станом на 2002 рік:
- росіяни — 76 %